# Gökriksudden
Gökriksudden este o arie protejată (sit de importanță comunitară — SCI) din Suedia întinsă pe o suprafață de 43,61 ha, integral pe uscat.

## Localizare
Centrul sitului Gökriksudden este situat la coordonatele 59°18′03″N 15°39′38″E / 59.300724°N 15.660487°E.

## Înființare
Situl Gökriksudden a fost declarat sit de importanță comunitară în septembrie 2021 pentru a proteja un număr necunoscut de specii din flora spontană și fauna sălbatică aflate în arealul zonei.

## Biodiversitate
Situată în ecoregiunea boreală, aria protejată conține 2 habitate naturale: Păduri caducifoliate de mlaștină fino-scandinave, Păduri caducifoliate bătrâne naturale hemiboreale fino-scandinave (Quercus, Tilia, Acer, Fraxinus sau Ulmus) bogate în specii epifite.
La baza desemnării sitului se află un număr nedeclarat de specii protejate.